# Телеграф Кука та Вітстона

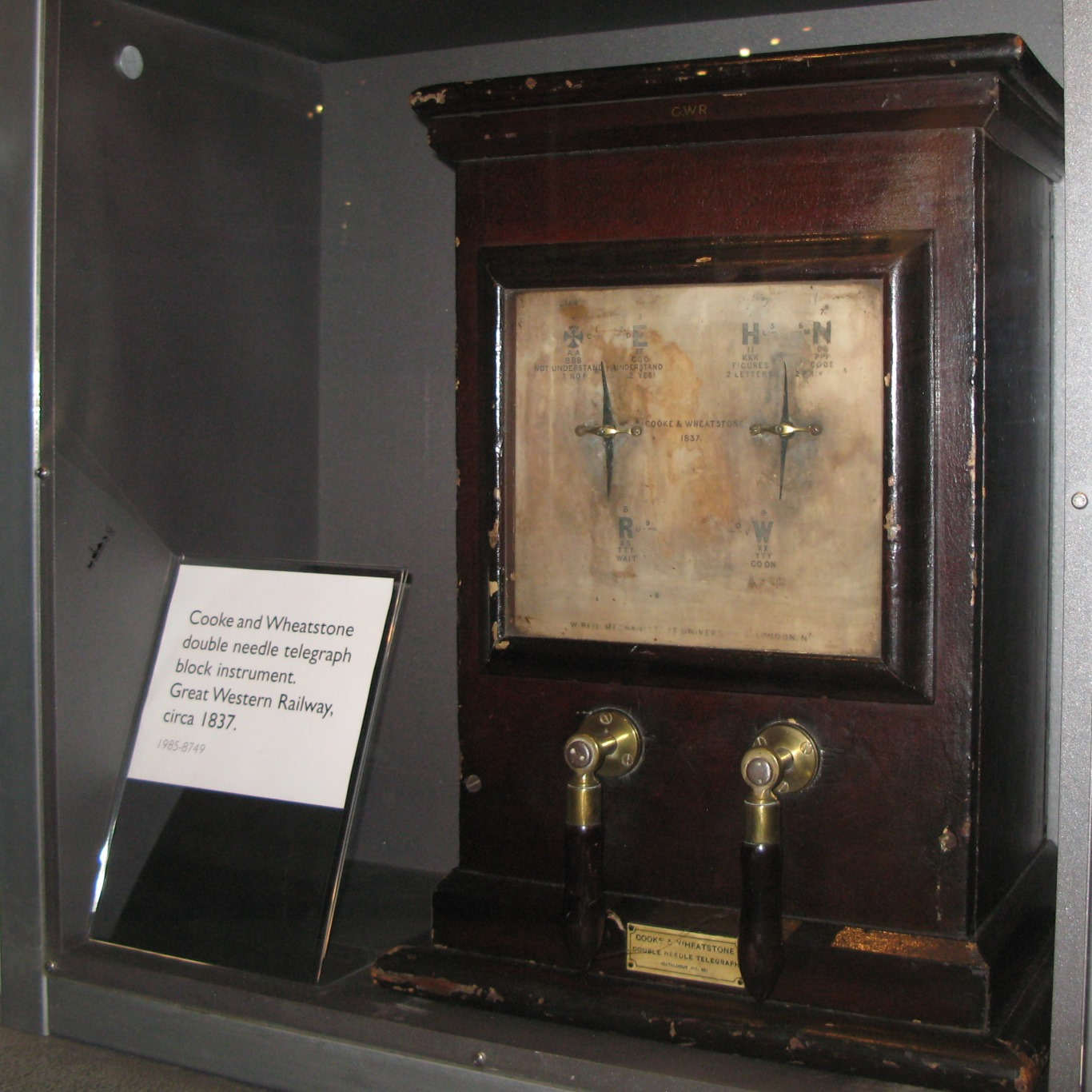
Двохстрілочний телеграф Кука і Вітстона використовувався на Great Western Railway

Телеграф Кука і Вітстона був винайдений в 1830х роках англійськими винахідником Вільямом Куком і вченим Чарльзом Вітстоном. Це була перша комерційна система Електричного телеграфу. Приймач складався з набору стрілок (голок), які приводилися в рух електромагнітною котушкою та вказували на літери, що знаходилися  на дошці. Цей метод був зручний для перших користувачів телеграфу, оскільки не вимагав вивчення системи кодів і дозволяв роботодавцям не інвестувати на навчання персоналу. Пізніші варіанти системи могли не використовувати дошку з буквами, оскільки користувачі навчилися читати текст безпосередньо стежачи за рухом стрілок. Це стало можливим, оскільки кількість стрілок було зменшено і самі коди стали складнішими. Ця зміна була наслідком зменшення кількості телеграфних проводів, які повинні були відповідати кількості стрілок використовуваних в апараті, для вказівки символів. Перші лінії телеграфних проводів поступово виходили з ладу, що робило їх використання, неекономічним  при передачі кожного символу кількома проводами. Найуспішнішою системою Кука та Вітстона стала врешті-решт система з однією голкою, яка продовжувала працювати до 1930-х років. Телеграф Кука та Вітстона зіграв свою роль в затриманні Джона Тавелла за вчинене ним вбивство. Повідомлення про те, що Тавел сів на потяг до Лондона, було передано зі станції з Слау по телеграфу на кінцеву станцію Паддінгтон і дозволило поліції заарештувати Тавелла. Незвичайна новина про використання телеграфу в боротьбі зі злочинністю викликала великий інтерес у народа та популяризувало використання телеграфу.

## Винахідники
Телеграф був створений при співпраці Вільяма Кука і Чарльза Вітстона. Чарльз Вітстон також відомий іншими своїми винаходами, зокрема вимірювальним мостом Вітстона. За час роботи між ними виникали суперечки, оскільки вони ставили перед собою різні цілі. Кук був винахідником і підприємцем, який хотів запатентувати та комерційно використовувати свої винаходи, тому вважав метою своєї роботи комерційну вигоду. Однак Вітстон був академіком, який не цікавився комерційними підприємствами. Він хотів публікувати результати своєї роботи, що б інші могли вільно їх використовувати. Ця різниця в поглядах в результаті привела до того, що Кук і Вітстон сперечалися про те, кому належить пріоритет з винаходу. Суперечка була вирішена Марком Ізамбаром Брюнелем, який представляв інтереси Кука і Джоном Фредеріком Даніелем який представляв Вітстона. В кінцевому підсумку Кук викупив права у Вітстона в обмін на частку з прибутка. У Кука були раніші ідеї з приводу телеграфу і він консультувався про них з Майклом Фарадеєм ще до співпраці з Вітстоном. Однак наукові обгрунтування необхідні для реалізації моделі були зроблені Вітстоном. Ранні ідеї Кука які описували електромеханічний телеграф, який використовує годинникові механізми і електромагнітний стопор, були відкинуті.

## Історія

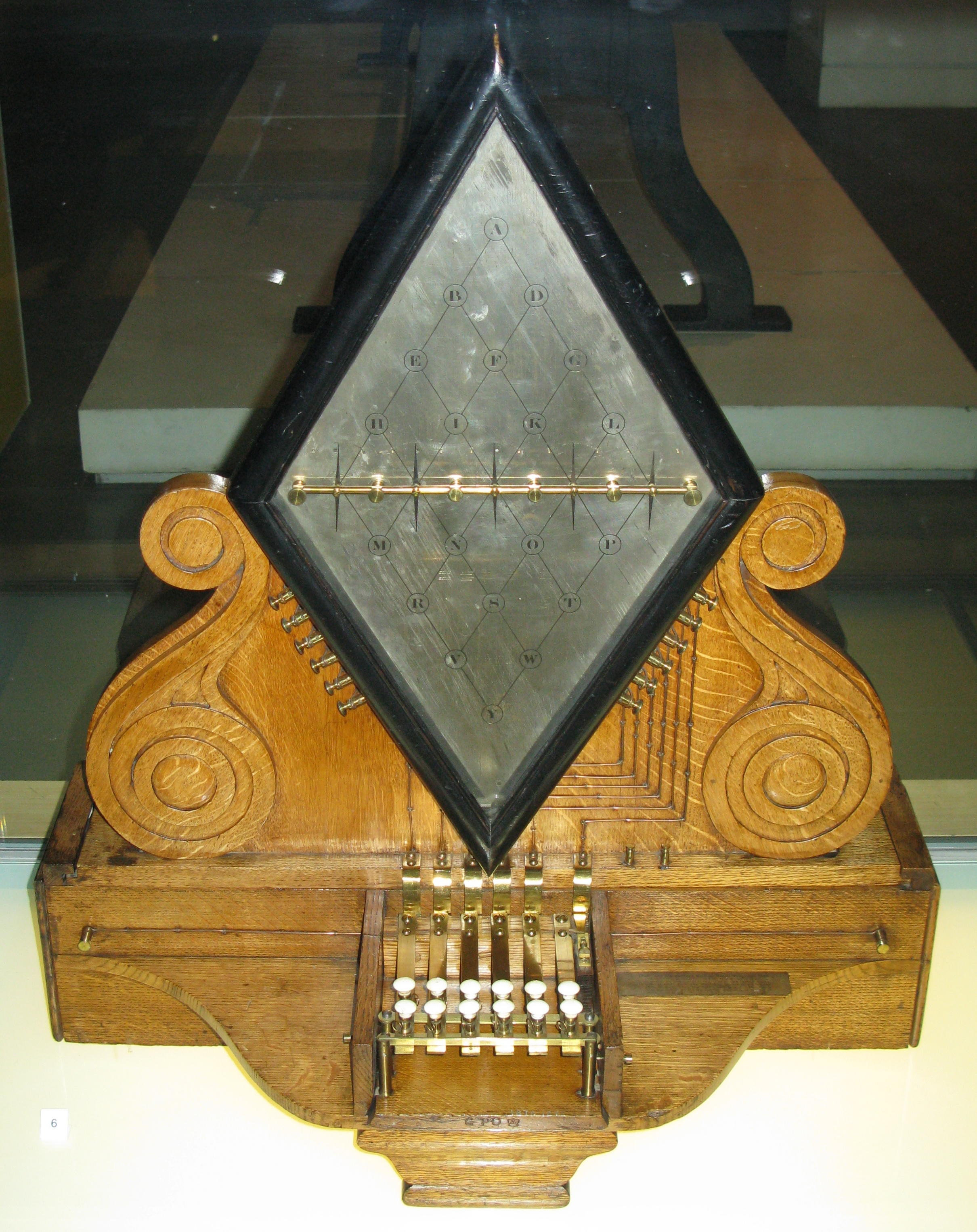
Пятистрілочний, шестіпровідних телеграф Кука і Вітстона

У січні 1837 Кук запропонував проект механічного телеграфа із 60 кодами для залізниці Ліверпуль — Манчестер. Це було занадто складно для їх цілей; безпосередня потреба полягала в простому сигнальному зв'язку. Замовнику потрібна проста система сигналізації між станцією в Ліверпулі і паровою машиною, яка перебувала нагорі довгого крутого схилу в тунелі за межами станції. Парова машина приводила в дію канат який тягнув поїзд до станції. У той час канатна тяга часто використовувалася для подачі поїздів на основні станції, щоб уникнути шуму і забруднення і в тому випадку коли градієнт був занадто крутим, щоб локомотив зміг підніматися без сторонньої допомоги. Все, що було потрібно — це кілька простих сигналів, таких як вказівка канатній машині почати рух. Куку було запропоновано побудувати простішу версію з меншою кількістю кодів, що він і зробив до кінці квітня 1837 року. Однак залізниця вирішила використовувати замість цього пневматичний телеграф з свистками. Незабаром після цього Кук вступив у партнерство з Вітстоном.
У травні 1837 Кук і Вітстон запатентували систему телеграфу, в якій на дошці використовувалося кілька стрілок, які можна було переміщувати, щоб вказати на літери алфавіту. У патенті рекомендована пятиголкова система, але будь-яку кількість стрілок могла використовуватися в залежності від кількості символів, які необхідно було кодувати. Четирьохголкова система була встановлена між станціями Юстон і Камден-Таун в Лондоні на залізничній лінії, яку побудував Роберт Стівенсон між Лондоном і Бірмінгемом. Вона було успішно продемонстрована 25 липня 1837 року. Ця система була схожа на проект зроблений для Ліверпуля. Вагони від'єднувалися на станції Камден-Таун і котилися по схилу, під дією сили тяжіння на станцію Юстон. Система була необхідна, щоб сигналізувати в Камден-Таун, що треба тягнути вагони назад верх до локомотива, який їх очікував. Як і в Ліверпулі, електричний телеграф був врешті-решт відхилений, перевага була надана пневматичній системі з свистками.

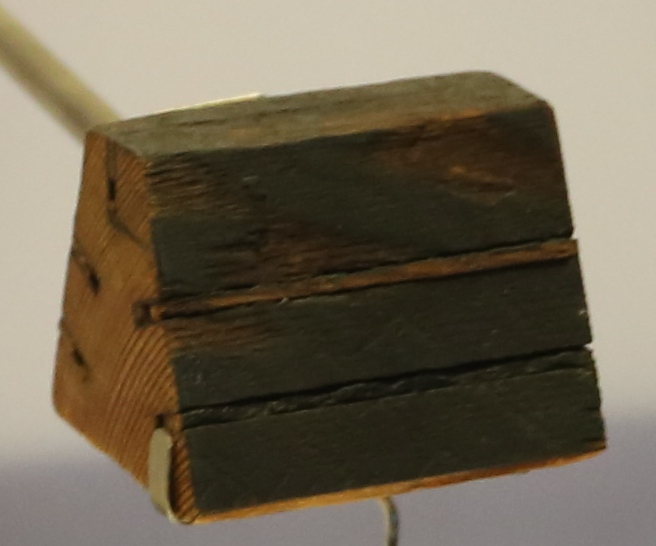
Пятиголковий телегаф Кука і Вітстона на дерев'яній рамі

Першим комерційні успіхи Кук і Вітстоуна мали, коли встановили телеграф на Великій Західній залізниці (Great Western Railway) на ділянці в 21 км від станції Паддінгтон до Західного Дрейтона в 1838 році. Це був перший комерційний телеграф в світі. Система використовувала п'ять стрілок і шість проводів. Кабелі спочатку були встановлені під землею в сталевому трубопроводі. Однак незабаром дроти стали руйнуватися через погіршення ізоляції і їх було замінено не ізольованими проводами на стовпах. Як проміжний заход використовувалася двохголкова система з трьома робочими підземними проводами, які, незважаючи на використання тільки двох стрілок, мали більшу кількість кодів. Оскільки новий код потрібно було вивчати, а не просто зчитувати з дисплея, це було вперше в історії телеграфу, коли потрібні були кваліфіковані телеграфні оператори. Коли лінія була розширена до Слау в 1843 році, була встановлена одноголкова двухпровідна система. З цього моменту використання електричного телеграфу стало рости на нових залізницях, побудованих з Лондона. Тунельна залізниця Блекволл (так само з канатною тягою) була обладнана телеграфом Кука і Вітстона, коли вона відкрилася в 1840 році, і багато інших згодом. однострілочний телеграф виявився дуже успішним на британських залізницях, і 15 000 комплектів все ще використовувалися в кінці дев'ятнадцятого століття. Деякі з них залишилися в експлуатації до 1930-х роках. У вересні 1845 року фінансист Джон Льюїс Рікардо і Кук сформували компанію Electric Telegraph. Ця компанія викупила патенти Кука і Вітстона і заснували власний стійкий телеграфний бізнес. У 1869 році компанія була націоналізована і стала частиною головної поштової служби Великої Британії General Post Office.

### Арешт Тавелла

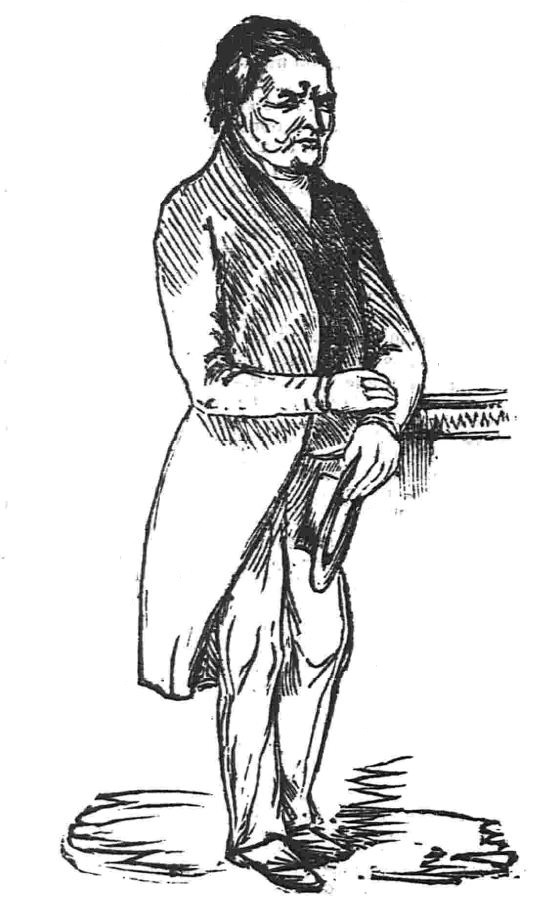
Джон Тавелл на суді

Джон Тавелл, підозрюваний у вбивстві, був затриманий після відправленого повідомлення голковим телеграфом з Слау до Паддінгтона 1 січня 1845. Це, як вважають, було першим використанням телеграфу, щоб зловити вбивцю. Повідомлення було записано: Система Кука і Вітстоуна не підтримувала пунктуацію, малі літери та передавала не всі букви. Навіть двохголкова система пропускала букви J, Q і Z; Отже, слова JUST (тільки що) і QUAKER (КВЕЙКЕР) були передані з орфографічними помилками. Це спричинило певні труднощі для приймаючого оператора у Паддінгтоні, він неодноразово просив повторного відправлення після отримання KWA, (замість QUA) що, на його думку, було помилкою. Це тривало до тих пір, поки маленький хлопчик не запропонував оператору-відправнику дозволити дописати слово, після чого воно було зрозуміле. Після прибуття поліцейські детективи пройшли за Тавеллом в сусідню кав'ярню і там його заарештували. Висвітлення цього інциденту в газетах створило велику популярність електричному телеграфу та налаштувало на його користь громадську думку. Широко розрекламований арешт Тавелла став одним з двох подій, які привернули увагу широкої громадськості до телеграфу і привели до його широкомасштабного використання за межами залізничної сигналізації. Іншою подією стало оголошення телеграфом новини про народження Альфреда Ернеста Альберта, другого сина королеви Вікторії. Новина була опублікована в газеті Таймс з безпрецедентною швидкістю, всього через 40 хвилин після оголошення.

## Принцип роботи

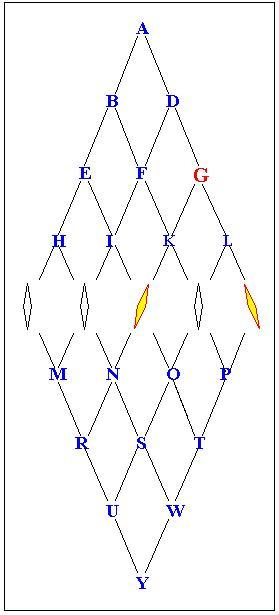
Пятиголковий телеграф приймає букву G.

Телеграф Кука і Вітстона складався з ряду магнітних стрілок, які можна було повернути на коротку відстань за годинниковою стрілкою, або проти годинникової стрілки під дією електромагнітної індукції в обмотці. Напрямок руху визначався напрямком струму в телеграфних проводах. Стрілки були закріплені на дошці та розмічені увигляді ромбоподібної сітки з буквою на кожному перетині ліній так, що коли дві стрілки були під напругою, вони вказували на потрібну букву. Кількість проводів, необхідних для системи Кука та Вітстона, дорівнює кількості використовуваних стрілок. Кількість стрілок визначала кількість символів, які можуть бути закодовані. Патент Кука і Вітстона рекомендував п'ять стрілок, і це число було в їхніх попередніх демонстраційних моделях. Кількість кодів, які можуть бути отримані з 2, 3, 4, 5, 6 … стрілок, становить 2, 6, 12, 20, 30. . . відповідно. На кінці відправлення було два ряди кнопок, по парі кнопок для кожної котушки в кожному ряду. Оператор вибрав одну кнопку з кожного рядка. Це з'єднало дві котушки з позитивним і негативним кінцями батареї відповідно. Інші кінці котушок були з'єднані з телеграфними проводами, а звідти — до одиного кінця котушок на приймальній станції. Коли апарат знаходився в режимі прийому інші кінці прийомних котушок був з'єднаний разом. Таким чином, струм протікав через однакові дві котушки на обох кінцях і подавав живлення на ті самі дві стрілки. За допомогою цієї системи стрілки завжди включалися парами і завжди оберталися в протилежних напрямках.

### П'ятиголковий телегаф
П'ятиголковий телеграф з двадцятьма можливими положеннями стрілок дозволяв скласти шість кодів, які не могли кодувати повний алфавіт. Були пропущені букви C, J, Q, U, X і Z. Комерційний успіх даної конструкції полягав у тому, що вона була проста у використанні і не вимагала великої підготовки оператора. Не потрібно було вивчати складний код, оскільки відправлений лист зрозуміло відображався як для оператора відправка та і для отримувача. Телеграф Паддінгтон — Західний Дрейтон спочатку використовував шість проводів, а не п'ять, хоча це була пятиголкова система. Шостий провід був потрібний для того, щоб забезпечити загальне повернення сигналу, щоб стрілки могли працювати незалежно, що давало можливість використовувати більшу кількість кодів. Однак використання цих кодів вимагало б більш широкої підготовки операторів, оскільки дисплей не міг бути прочитаний у вигляді сітки, яка відображає прості алфавітні коди. Пізніше телеграфні системи стали використовувати заземлення, щоб уникнути необхідності прокладати додаткові дроти, але цей принцип не був ще відомий за часів телеграфу Кука і Вітстона. Економічна потреба в скороченні кількості проводів в результаті виявилася сильним стимулом, ніж простота використання, і яка привела Кука і Вітстона до розробки двухголкового телеграфу.

Схема п'ятиголкового телеграфу, який передає букву A

### Двохголковий телеграф
Двохголковий телеграф вимагав трьох проводів, по одному для кожної стрілки і загального повернення. Кодування дещо відрізнялося від п'ятиголкового телеграфу, і його потрібно було вивчати, а не читати з дисплея. Стрілки могли швидко переміщатися вліво або вправо на один, два або три рази підряд, або в обох напрямках у швидкій послідовності. Будь-яка стрілка окремо або обидві разом могли бути переміщені. Це дало в цілому 24 коди, один з яких був стоп-кодом. Таким чином, три букви були опущені: J, Q і Z, і були замінені G, K і S відповідно.
Спочатку телеграф був оснащений дзвінком, який лунав, коли інший оператор хотів звернути увагу. Це виявилося настільки незручно, що його було видалено. Виявилось, що клацання голки об її кінцеву зупинку стало достатнім для привернення уваги.

### Одноголковий телеграф
Ця система була розроблена для заміни несправного багатодротового телеграфу на лінії Паддінгтон — Західний Дрейтон. Для нього потрібно було лише два дроти, але в нього був більш складний код і менша швидкість передачі. У той час як для двохголкової системи був необхідний трикомпонентний код (тобто, щоб відобразити кожну літеру потрібно три рухи голок), одноголкова система використовувала чотирьохкомпонентний код, але мала досить кодів для кодування всього алфавіту, Як і попередня двохголкова система, блок коду складався з відхилень стрілки вліво або вправо в швидкій послідовності. При русі стрілка вдаряла по обмежувальному стовпчику, створюючи дзвінок. Для лівих і правих рухів були передбачені різні тональні сигнали, щоб оператор зміг почути, в якому напрямку рухається стрілка, не дивлячись на неї.

## Коди

Коди для телеграфу з одною, двома і п'ятьма голками. Нахилена риска вліво відповідає повороту голки проти годинникової стрілки. Риска нахилена вправо відповідає повороту голки за годинниковою стрілкою. У разі складених кодів перший рух голки відповідає короткій лінії. Наприклад, в коді з використанням однієї голки буква E передається рухом ліво-право-ліво, а буква L право-ліво-право-ліво, буква U ліво-ліво-ліво-право.

Коди вдосконалювалися і адаптувалися в міру їх використання. У 1867 до п'ятиголкового коду були додані цифри. Це було досягнуто за рахунок використання шостого дроти для загального повернення, що давало можливість рухати лише одну стрілку. З початковими п'ятьма дротами було можливо тільки переміщати стрілки в парах і завжди в протилежних напрямках, так як не було загального дроту. Теоретично можливо ще багато кодів із загальними зворотними сигналами, але не всі з них зручно використовувати з відображенням на сітці. Цифри оброблялися шляхом маркування їх по краю ромбоподібної сітки. Стрілки від 1 до 5 при включенні вправо вказували на цифри від 1 до 5 відповідно, а зліва — на цифри від 6 до 9 і 0. На телеграфу були передбачені дві додаткові кнопки, які дозволяли підключати загальне повернення до позитивної або негативної клеми батареї у відповідності до бажаного напрямку переміщення стрілок. Також до 1867 році коди для Qпосилання=) і Z (посилання=) були додані в одноголковий код, але не для J. Однак коди для Q (посилання=), Z (посилання=) І J (посилання=) були відзначені на пластинах більш пізніх стрілочних телеграфів разом з шістьма кодами для перемикання в режим передачі чисел (посилання=) і для перемикання в режим передачі букв (посилання=). В елементи управління оператором були додані численні складні коди, такі як очікування і повтор. Ці сполуки аналогічні службовим сигналам, які використовуються в азбуці Морзе, де два символи працюють разом без пробілу. Коди зсуву цифр із двома стрілками та коди зсуву букв також є складовими, що є причиною їх написання з надрізом. Коди, що використовуються для четирьохголкового телеграфу, невідомі, і жодного зразка обладнання не збереглося. Навіть не відомо, які літери були присвоєні дванадцяти можливим кодами.